# Мърсисайд
Мърсисайд (на английски: Merseyside) е административно метрополно графство в регион Северозападна Англия. В състава му влизат 5 общини на обща площ от 645 квадратни километра. Населението на областта към 2004 година е 1 365 901 жители. След 1986 година централното управление на областта е разпуснато и респективно разпределено между съставните общини.

## География
Графството е разположено в официалния регион Северозападна Англия. Територията му е разделена на две от естуара на река Мърси. От едната страна на реката, в югозападна посока е разположена община Уиръл, а останалата част от областта е североизточно от Мърси. На север и североизток, Мърсисайд граничи съответно с графствата Ланкашър и Голям Манчестър. В южна и югоизточна посока е разположена област Чешър.
Двете разделени части на графството са свързани с един железопътен и два шосейни тунела под реката, както и с прочутия „Ферибот Мърси“.
Урбанизираната територия, образувана от двете страни на река Мърси е сред най-населените агломерации във Великобритания.
В Ливърпул е разположено едно от най-големите и главни пристанища на Обединеното кралство, което в продължение на повече от двеста години до средата на ХХ век, е възлов център за икономиката на Британската империя. През ХІХ век, около 40% от световната търговия преминава през доковете на Мърсисайд.

### Административно деление
| Област / графство | Община       | Община | Главен град  | Други селища |
| ----------------- | ------------ | ------ | ------------ | ------------ |
| Мърсисайд         | Ливърпул     |        | Ливърпул     |              |
| Мърсисайд         | Сефтън       |        | Бутли        |              |
| Мърсисайд         | Ноусли       |        | Хайтън       |              |
| Мърсисайд         | Сейнт Хелънс |        | Сейнт Хелънс |              |
| Мърсисайд         | Уиръл        |        | Уоласи       |              |

## Демография
Разпределение на населението по общини:
| Община       | Площ km2 | Население | Гъстота |
| ------------ | -------- | --------- | ------- |
| Ливърпул     | 111.84   | 434 900   | 5000    |
| Сефтън       | 153.1    | 275 100   | 1796.9  |
| Ноусли       | 86.47    | 150 800   | 1744    |
| Сейнт Хелънс | 136,38   | 177 500   | 1301.51 |
| Уиръл        | 157.0    | 309 500   | 1971.3  |